# Nationaal park Donau-Ipoly

Nationaal park Donau-Ipoly (Hongaars: Duna–Ipoly Nemzeti Park) is een nationaal park in het noorden van Hongarije. Het park werd opgericht in 1997 en is 603,14 vierkante kilometer groot. Het nationaal park  beschermt de beboste Pilis-,Visegrád- en Börzsöny-heuvelruggen, de gave vallei van de Ipoly en een deel van het Szentendre-eiland. In de kalktenen Pilis-heuvels komen veel grotten voor. In het park leven verschillende diersoorten, waaronder vuursalamander, sakervalk, slangenarend, Alpenboktor (het logo van het park).